# Шамко, Вячеслав Евгеньевич
Вячесла́в Евге́ньевич Шамко́ (укр. В'ячеслав Євгенович Шамко; 8 сентября 1963) — украинский военнослужащий, генерал-лейтенант, участник российско-украинской войны. Герой Украины (2023).

## Биография
В 1984 году окончил Днепропетровское высшее зенитное ракетное командное училище противовоздушной обороны. В 1999 году завершил обучение в Харьковском военном университете, а в 2006 году — в Национальной академии обороны Украины.
Службу начал в 1986 году в 540-м зенитно-ракетном полку, где командовал 4-м дивизионом С-300. С 1999 по 2001 год возглавлял этот полк, а затем до 2003 года командовал 96-й зенитно-ракетной бригадой.
С 2006 по 2012 год занимал должность заместителя командира по боевой подготовке в Воздушном командовании «Центр». С 2012 по 2014 год был начальником штаба — первым заместителем командира Воздушного командования «Запад». В 2014 году стал начальником центра авиации и ПВО — заместителем командующего войсками по авиации и ПВО Оперативного командования «Север».
С 2015 по 2016 год командовал Воздушным командованием «Запад». С 19 июля 2016 года до лета 2017 года формировал и возглавлял новосозданное Воздушное командование «Восток». С 2017 года занимает пост начальника штаба — первого заместителя командующего Воздушных сил ВСУ.
6 августа 2023 года Президент Украины Владимир Зеленский вручил Вячеславу Шамко орден «Золотая Звезда» Героя Украины. Также он является председателем Координационного совета журнала «Наука и техника Воздушных Сил Вооружённых Сил Украины».

## Награды
- Звание «Герой Украины» с удостоением ордена «Золотая Звезда» (4 августа 2023) — за личное мужество и героизм, проявленные в защите государственного суверенитета и территориальной целостности Украины, верность военной присяге[1].
- Орден Богдана Хмельницкого II степени (5 декабря 2022) — за личное мужество и высокий профессионализм, проявленные в защите государственного суверенитета и территориальной целостности Украины, верность военной присяге.
- Орден Богдана Хмельницкого III степени (26 апреля 2022) — за личное мужество и высокий профессионализм, проявленные в защите государственного суверенитета и территориальной целостности Украины, верность военной присяге[2].
- Медаль «За военную службу Украине» (3 декабря 2008) — за личное мужество и отвагу, проявленные в защите государственных интересов, укрепление обороноспособности и безопасности Украины[3].
- Орден Данилы Галицкого (11 октября 2018) — за весомый личный вклад в укрепление обороноспособности Украинского государства, мужество, самоотверженность и высокий профессионализм, проявленные во время боевых действий, образцовое исполнение служебных обязанностей.